# Ак-Чираа
Ак-Чираа (тув.: Ак-Чыраа) — населений пункт у Республіці Тива, Росія, в Овюрському кожууні. Координати 50°43'4 п.ш., 92°1'20 сх.д.